# Siphonacme takashimai
Siphonacme takashimai är en mångfotingart som först beskrevs av Masatoshi Takakuwa 1942.  Siphonacme takashimai ingår i släktet Siphonacme och familjen Siphonophoridae. Inga underarter finns listade i Catalogue of Life.